# پی. سی. ایر
پی. سی. ایر (به انگلیسی: P.C. Air) یک شرکت هواپیمایی با کد یاتا GT است که در تاریخ ۲۰۱۰ میلادی تأسیس شده است.
قطب این شرکت هواپیمایی در فرودگاه بین‌المللی سووارنابومی قرار دارد.